# North Fork Village
North Fork Village és una concentració de població designada pel cens dels Estats Units a l'estat d'Ohio. Segons el cens del 2000 tenia 1.726 habitants.

## Demografia
Segons el cens del 2000, North Fork Village tenia 1.726 habitants, 723 habitatges, i 466 famílies. La densitat de població era de 435,6 habitants per km².
Dels 723 habitatges en un 31,1% hi vivien nens de menys de 18 anys, en un 49,7% hi vivien parelles casades, en un 11,8% dones solteres, i en un 35,5% no eren unitats familiars. En el 30% dels habitatges hi vivien persones soles l'11,9% de les quals corresponia a persones de 65 anys o més que vivien soles. El nombre mitjà de persones vivint en cada habitatge era de 2,33 i el nombre mitjà de persones que vivien en cada família era de 2,91.
Per edats la població es repartia de la següent manera: un 24,6% tenia menys de 18 anys, un 9,1% entre 18 i 24, un 29,1% entre 25 i 44, un 22,5% de 45 a 60 i un 14,8% 65 anys o més.
L'edat mediana era de 38 anys. Per cada 100 dones de 18 o més anys hi havia 80,6 homes.
La renda mediana per habitatge era de 40.750 $ i la renda mediana per família de 53.068 $. Els homes tenien una renda mediana de 46.950 $ mentre que les dones 31.019 $. La renda per capita de la població era de 22.314 $. Aproximadament el 2,2% de les famílies i el 4,4% de la població estaven per davall del llindar de pobresa.

## Poblacions més properes
El següent diagrama mostra les poblacions més properes.